# Karl Praechter
Karl Praechter (Heidelberg, 17 ottobre 1858 – Halle an der Saale, 18 febbraio 1933) è stato un filologo classico tedesco.

## Biografia
Dal 1877 studiò teologia a Losanna, in seguito studiò filologia classica in diverse università tedesche. Lavorò come insegnante di ginnasio nei comuni di Durlach e Bruchsal e nel 1889 ottenne l'abilitazione in filologia classica presso l'Università di Berna. Nel 1899 divenne professore ordinario a Berna e in seguito si trasferì all'Università di Halle, dove dal 1907 al 1926 fu professore di filologia classica.

## Opere
- Cebetis Tabula quanam aetate conscripta esse videatur, 1885.
- Die griechisch-römische Popularphilosophie und die Erziehung, 1886.
- Kleine Schriften, 1892.
- Kebētos pinax = Cebetis Tabula, 1893.
- Hierokles der Stoiker, 1901.[2][3]